# Sviadnov
Sviadnov település Csehországban, a Frýdek-místeki járásban. Sviadnov Frýdek-Místek, Staříč és Žabeň településekkel határos. Lakosainak száma 2226 fő (2024. január 1.).

## Népesség
A település lakosságának változását az alábbi diagram mutatja:
| Lakosok száma | 693  | 1006 | 1421 | 1285 | 1075 | 1279 | 1866 | 2014 | 2178 | 2226 |
|               | 1869 | 1890 | 1921 | 1950 | 1980 | 2001 | 2017 | 2019 | 2022 | 2024 |